# Gustave de Cougny
Pour les articles homonymes, voir Cougny.
Gustave Jean-François de Cougny, né le 4 octobre 1815 à Chinon (Indre-et-Loire) où il meurt le 19 septembre 1895, est un archéologue français.

## Biographie
Gustave de Cougny est le petit-fils de Jacques Dumoustier de La Fond.
Il est maire d'Artannes-sur-Indre de 1852 à 1854.
Membre de la Société archéologique de Touraine, de la Société des Amis du Vieux Chinon et de l'Institut des provinces, il devient directeur de la Société française d'archéologie de 1872 à 1875.
Il est propriétaire du château de la Grille et du château de Méré.

## Travaux
- Chinon et ses monuments : notice historique & archéologique / par M. G. de Cougny, ... / 2e édition / Chinon : Avisse , 1874
- Chinon et ses environs [Texte imprimé] / Gustave de Cougny ; [préface de Gustave d'Espinay] / Marseille : Laffitte reprints , 1977
- La Mission de Jeanne d'Arc, Chinon, Orléans, Reims, conférences faites au Cercle catholique de Chinon / par M. G. de Cougny / Tours : impr. de E. Mazereau , 1891
- Notice archéologique et historique sur le château de Chinon [Texte imprimé] / par G. de Cougny, ... / Chinon : E. Challuau , 1860
- Lettre à M. de Caumont sur une excursion en Poitou [Texte imprimé] / par M. de Cougny, ... / Caen : F. Le Blanc-Hardel , 1868
- Excursion en Poitou et en Touraine, lettre à M. de Caumont / par M. de Cougny, ... / Caen : F. Le Blanc-Hardel , 1870
- Comptes royaux du XVIe siècle... / Angers : Germain et Grassin , 1881
- Notice sur une pierre antique trouvée dans les ruines de Saint-Révérien / Cougny
- Chinon et ses environs / par Gustave de Cougny, ... ; Préface par G. d'Espinay, ... / Tours : impr. de A. Mame et fils , 1898
- Charles VII et Jeanne d'Arc à Chinon, conférence faite au Cercle catholique de Chinon / par M. G. de Cougny / Tours : impr. de E. Mazereau , (1879)
- Comptes royaux du XVIe siècle, par G. de Cougny Texte imprimé / Angers Germain et G. Grassin 1881
- Charles VII et Jeanne d'Arc à Chinon, conférence faite au Cercle catholique de Chinon, par M. G. de Cougny Texte imprimé / Tours impr. de E. Mazereau (1879)
- Notice sur l'invention des reliques de saint Louans, de saint Salique, de sainte Lachie et de saint Corémar, par M. G. de Cougny, ... Texte imprimé / Tours impr. de J. Bouserez (1860)
- Chinon et ses environs Texte imprimé ; [préface de Gustave d'Espinay] / Gustave de Cougny / Marseille Laffitte 1977 impr. en Suisse
- Excursion en Poitou et en Touraine, lettre à M. de Caumont, par M. de Cougny, ... Texte imprimé / Caen F. Le Blanc-Hardel 1870
- Lettre à M. de Caumont sur une excursion en Poitou, par M. de Cougny, ... Texte imprimé / Caen F. Le Blanc-Hardel 1868
- Chinon et ses environs, par Gustave de Cougny, ... Préface par G. d'Espinay, ... Texte imprimé / Tours impr. de A. Mame et fils 1898
- Chinon et ses monuments, notice historique et archéologique, par M. G. de Cougny, ... 2e édition Texte *Extrait de la "Revue d'Anjou". Comptes royaux du XVIe siècle ; par G. de Cougny Texte imprimé / Angers
- La Mission de Jeanne d'Arc, Chinon, Orléans, Reims, conférences faites au Cercle catholique de Chinon, par M. G. de Cougny Texte imprimé / Tours impr. de E. Mazereau 1891
- Légitimité et révolution, ou les Révolutions en France et leurs conséquences, par Gustave de Cougny Texte imprimé / Paris de Signy et Dubey 1850
- Notice archéologique et historique sur le château de Chinon Texte imprimé / par G. de Cougny, ... / Chinon Impr. de E. Challuau 1860
- Chinon et ses monuments [Notice archéologique et historique sur le château de Chinon] Texte imprimé / Gustave de Cougny / Paris le Livre d'histoire DL 2015 02-Autremencourt Impr. Lorisse numérique
- Vie de saint Mexme, fondateur du monastère de Saint-Mexme, à Chinon Texte imprimé / par G. de Cougny / Tours impr. de J. Bouserez [18..]